# Commanderie de Rosnay
La commanderie de Rosnay est une commanderie hospitalière de l'ordre de Saint-Jean de Jérusalem, implantée dans le bourg de Rosnay-l'Hôpital dans le département de l'Aube, en région Champagne-Ardenne.

## Histoire
Elle fut fondée en juin 1231 sur des terres que les Hospitaliers de Saint-Jean-de-Jérusalem achetèrent à Gautier, comte de Brienne et dont la vente avait été garantie et confirmée par son cousin Érard de Brienne, seigneur de Ramerupt. En effet, celui-ci, en sa qualité de seigneur de Rosnay, dominus de Ronniis, par ses lettres datées du mois de juin 1231, se porta garant de la vente de la haute forêt d'Orient, Alte foreste Orientis, que son seigneur et cousin susnommé avait faite au profit des frères de l'Hôpital de Jérusalem. Il garantit de même une autre vente faite auxdits frères par son cousin, d'un bois appelé le Bois de Bateis.
Les ruines causées par les guerres à la commanderie sont ainsi constatées dans une visite prieurale de 1456 : « au-dit lieu de Rosnay, souloit avoir des beaulx et grans édiffices, maisons, granche, estables et chapelle, lesquelz sont tous demoliz et abattus par la guerre, tant qu'il n'est mencion qu'il n'y eust oncques grand ediffice ».
La commanderie est alors supprimée, comme celle de Bonlieu et de l'Hôpiteau, et réunie à la commanderie de Troyes.
En 1570, le Commandeur, qui était alors Philippe de Villiers de L'Isle-Adam, voulut rétablir cette maison. Il fit un bail à vie à un nommé Nicolas Huré et à sa femme, des terres de Rosnay, pour en jouir par eux et leurs enfants, moyennant une redevance annuelle de 35 livres tournois, et à la charge de rebâtir dans les six premières années de leur entrée en jouissance, à l'endroit même où étaient autrefois les bâtiments de la commanderie « une maison de quatre trefs par voye de trois posteaulx de haut, garnie de l'un des costez de galleryes de huict pieds de large, et de l'aultre costé, d'un appendiz a faire estables en laquelle maison aura une massé de cheminée de piere à quatre feuz, ou deux massets chacun de deux feuz, plus une grange, une bergerie, [...] ».
En 1598, la commanderie de Rosnay est détachée de la commanderie de Troyes et rattachée à celle de Coulours.
La ferme de l'Hôpital de Rosnay, avec ses 180 arpents de terre en labour, prés et bois, rapportait en 1788, 1 400 livres.
Les membres de l'ancienne commanderie de Rosnay étaient : les maisons de Trouan, de Chapelle-Vallon et d'Arcis-sur-Aube, qui, lors du démembrement de cette commanderie, furent réunis à celle de Troyes.